# Fernando Lamas

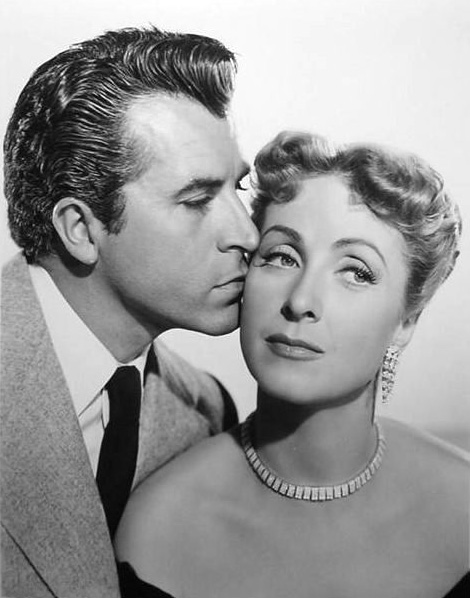
Fernando Lamas och Danielle Darrieux i Två ska man vara 1951.

Fernando Lamas, född 9 januari 1915 i Buenos Aires, död 8 oktober 1982 i Los Angeles i Kalifornien, var en argentinsk-amerikansk skådespelare och regissör.
Lamas var stor stjärna i hemlandet och gjorde sedan karriär i Hollywood, där han spelade latinska älskare i en rad filmer.
Fernando Lamas var även verksam som regissör, bland annat tv-serierna Alias Smith & Jones (1971) och Falcon Crest (1981).
Lamas var gift med skådespelarna Esther Williams och Arlene Dahl, och är far till skådespelaren Lorenzo Lamas.

## Filmografi (i urval)
- 1947 – Navidad de los pobres
- 1949 – La Historia del tango
- 1950 – The Avengers
- 1951 – Två ska man vara
- 1951 – Sköna juveler
- 1952 – Glada änkan
- 1953 – Vi simmar tillsammans
- 1954 – Rose-Marie
- 1954 – Jivaro
- 1960 – En försvunnen värld
- 1969 – 100 Rifles
- 1978 – Snacka om deckare, alltså!